# Jack Nieborg

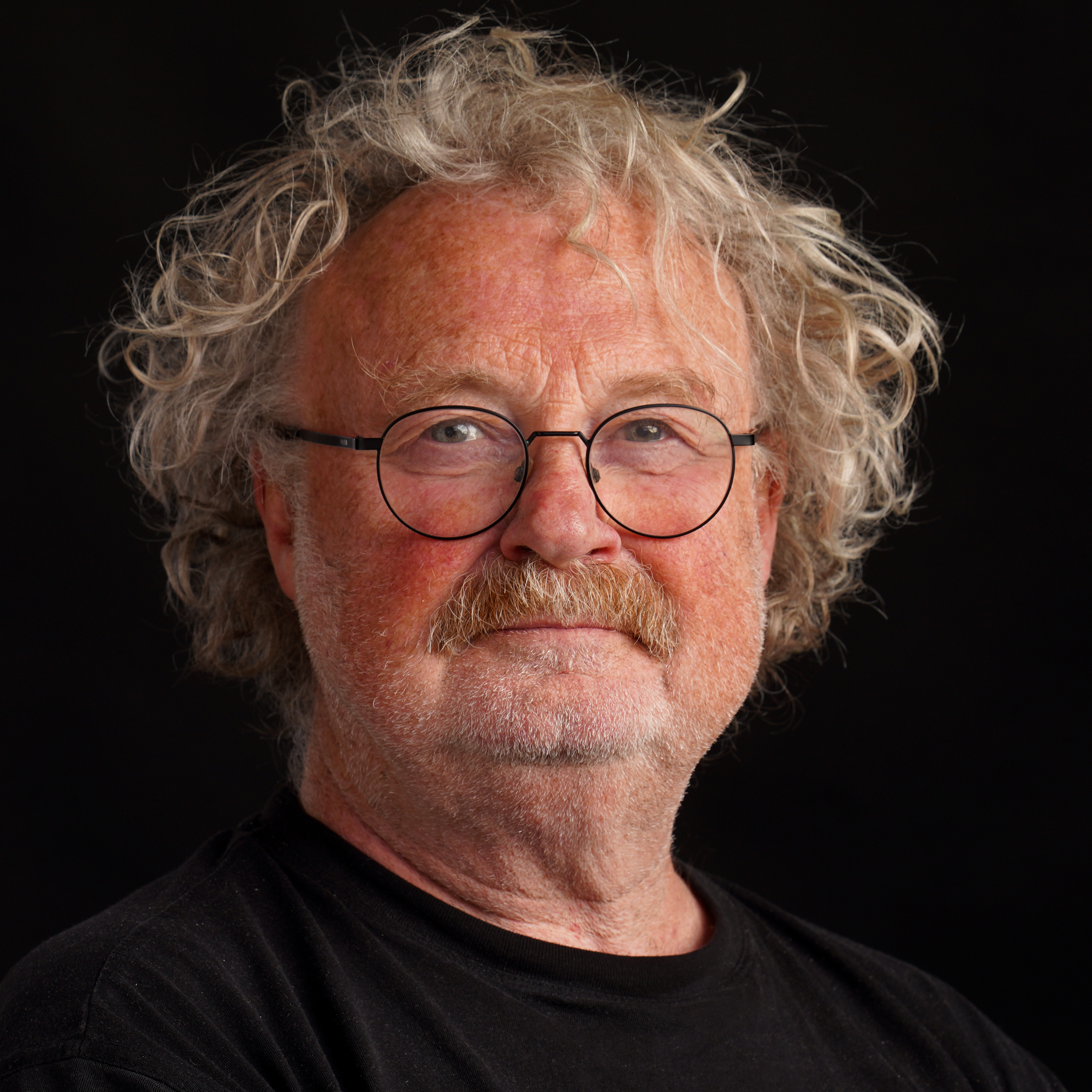
Jack Nieborg

Jack Nieborg (Groningen, 22 juni 1959) is een Nederlands theaterregisseur.

## Levensloop
Nieborg volgde zijn regieopleiding aan De Theaterschool in Amsterdam. Met zijn afstudeervoorstelling won hij in Duitsland de eerste prijs op het bekende internationale theaterfestival van Erlangen. Na zijn opleiding in Amsterdam was hij een aantal jaren als regisseur verbonden aan de Vakgroep Theaterwetenschappen van de Rijksuniversiteit Groningen. In 2005 ontving hij de Arend Hauer Theaterprijs.
Naast het regisseren van diverse projecten en gezelschappen vertaalt hij jaarlijks een stuk van William Shakespeare voor het Shakespearetheater Diever, waarvan hij sinds 2000 artistiek leider is. In 2016 werd er naast het openluchttheater in Diever een Globetheater gebouwd, een kleine, overdekte, versie van het Globetheater in Londen. Ook hiervan is Nieborg de artistiek leider. Zijn Shakespeare-vertalingen worden uitgegeven door uitgeverij Grobein.

## Shakespeare-vertalingen
- 2000 - Pericles
- 2001 - Een Midzomernachtdroom
- 2002 - Cymbeline
- 2003 - De vrolijke vrouwtjes van Windsor
- 2004 - Timon van Athene
- 2005 - Twelfth Night (Driekoningenavond)
- 2006 - Henry IV deel 1 en 2
- 2007 - As you like it (Wat jullie willen)
- 2008 - Macbeth
- 2009 - Much ado about nothing  (Hoop gedoe om niks)
- 2010 - The Two Gentlemen Of Verona (Twee vrienden uit Verona)
- 2011 - Hamlet
- 2012 - The Comedy of Errors (Komedie van misverstanden)
- 2013 - Een Midzomernachtdroom
- 2013 - Othello
- 2014 - Love's Labour's Lost (Lang leve de liefde)
- 2015 - Romeo en Julia
- 2016 - Richard III
- 2017 - De Getemde Feeks
- 2018 - King Lear
- 2019 - Measure for Measure (Maat voor maat)
- 2021 - De Koopman van Venetië
- 2022 - Antonius en Cleopatra
- 2023 - Wintersprookje